# 澳門組織章程
《澳門組織章程》（葡萄牙語：Estatuto Orgânico de Macau, EOM），為葡治澳門的憲制文件。1976年2月17日以第1/76號法律形式頒佈，其後經第13/90號法律及第23-A/96號法律修改。該章程草案曾於1975年8月16日公佈，以便澳門市民研究、討論和參與。澳門政權移交中国後由《澳門基本法》取代。

## 外部連結
- 澳門組織章程 （页面存档备份，存于）
- 澳門組織章程原文 （页面存档备份，存于）